# خابیر فرناندس
خابیر فرناندس (اسپانیایی: Xabier Fernández‎؛ زادهٔ ۱۹ اکتبر ۱۹۷۶) قایقران قایق بادبانی اهل اسپانیا است.